# Michael Wagener
Michael Wagener (Amburgo, 25 aprile 1949) è un produttore discografico tedesco.
È stato molto attivo negli anni ottanta per i gruppi heavy metal. Esordì nel 1979 come produttore dei Dokken, per poi diventare un punto di riferimento per le grandi produzioni heavy metal, hard rock e AOR degli anni 80, ed uno dei produttori più rinomati nel campo. Collaborò con celebri band come Accept, Mötley Crüe, Great White, Raven, Alice Cooper, White Lion, Skid Row, Extreme, Ozzy Osbourne, Metallica e molti altri. Si stima che i lavori a cui contribuì Wagener hanno venduto in totale oltre 50 milioni di dischi in tutto il mondo.

## Biografia
Wagener fu in origine uno dei primi chitarristi del gruppo heavy metal tedesco Accept. Quando raggiunse i 18 anni, venne richiamato dall'esercito tedesco per il servizio militare, dovendosi spostare a circa 350 miglia da casa. Per il chitarrista fu difficile continuare a lavorare con la band, così la abbandonò. Dopo aver completato il servizio di leva, Wagener iniziò a lavorare come tecnico del suono ad Amburgo nel 1972. Da qui nacque l'amicizia con il cantante Don Dokken. Wagener si spostò a Los Angeles nel 1979 per produrre il primo EP dei Dokken, Back in the Streets. Da questo periodo Wagener diede inizio ad una fiorente carriera di produttore e mixer.

## Discografia

### Produzioni
- Dokken - Back in the Streets (1979)
- Dokken - Breakin' the Chains (1981)
- Accept - Restless and Wild (1982)
- Alex Parche Band - Adrenalin (1983)
- Great White - Out of the Night (1983)
- Raven - All for One (1983)
- Dokken - Breaking the Chains (1983)
- Great White - Great White (1984)
- Raven - Stay Hard (1985)
- X - Ain't Love Grand (1985)
- Stryper - Soldiers Under Command (1985)
- Dokken - Under Lock and Key (1985)
- Kane Roberts - Kane Roberts (1986)
- Alice Cooper - Constrictor (1986)
- Brighton Rock - Young, Wild and Free (1986)
- White Lion - Pride (1987)
- Alice Cooper - Raise Your Fist and Yell (1987)
- Bonfire - Fireworks (1987)
- Skid Row - Skid Row (1989)
- White Lion - Big Game (1989)
- Bonfire - Point Blank (1989)
- Extreme - Extreme II: Pornograffitti (1990)
- Saigon Kick - Saigon Kick (1991)
- Skid Row - Slave to the Grind (1991)
- Warrant - Dog Eat Dog (1992)
- Skid Row - B-Side Ourselves (1992)
- Ozzy Osbourne - Ozzmosis (1995)
- Dokken - Dysfunctional (1995)
- Outrage - Live Until Deaf (1995)
- Testament - Live at the Fillmore (1995)
- Accept - Predator (1996)
- Outrage - Who We Are (1996)
- Wolf Hoffmann - Classical (1997)
- Skid Row - 40 Seasons: The Best of Skid Row (1998)
- Sebastian Bach - Bring 'Em Bach Alive! (1999)
- Hair of the Dog - Rise (1999)
- Raven - One for All (2000)
- Vari artisti - Randy Rhoads Tribute (2000)
- HammerFall - Renegade (2000)
- Groovenics - Groovenics (2000)
- Titanium Black - Bleed For You (2003)
- Love Over Gravity - End of Days (2003)
- Frans Mantra - I'm Not You (2003)
- King's X - Ogre Tones (2005)
- Tramp's White Lion - Rocking the USA (2005)
- Hydrogyn - Bombshell (2005)
- Skid Row - Revolutions per Minute (2006)
- Rocktopuss - Desperate Housewives of Rock (2006)
- King's X - XV (2008)
- Lordi - Babez for Breakfast (2010)